# Das Geheimnis vom Bergsee
Das Geheimnis vom Bergsee, Originaltitel Die Jungfrau mit der Peitsche, Alternativtitel Das Mädchen mit der Peitsche ist ein schweizerisch-deutsch-französisches Filmdrama aus dem Jahre 1952 des Franzosen Jean Dréville mit Lil Dagover und Harriet Gessner in den Hauptrollen als Mutter und Tochter.

## Handlung
Die junge Angelina ist ein knabenhaftes Mädchen, das mit ihrer Mutter Lamberta Pons von der großen, weiten Welt abgeschottet in den Bergen lebt. Hier kennt man das Mädchen nur unter dem Jungsnamen Pietro. Einst wurde ihr Vater von Grenzwächter-Kugeln getötet, denn der hatte sich als Grenzschmuggler betätigt. Die Verkleidung zum Jungen soll Angelina helfen, an Pietros Erbe zu kommen, denn ihr Halbbruder verstarb bereits im Säuglingsalter. Angelinas Großmutter Maria Pons, eine wohlhabende Patrizierin und Erblasserin, weiß nichts von dem Schwindel und glaubt, bei Angelina handele es sich um ihren Enkelsohn. Erst als der Dörfler Calix, der bislang in „Pietro“ stets einen guten Kumpel sah, Angelina beim Baden beobachtet, entdeckt er das titelgebende Geheimnis vom Bergsee. Calix beteuert Angelina/Pietro gegenüber, nichts zu verraten, doch seine Hormone kommen ihm dazwischen: Denn Calix fühlt sich plötzlich unglaublich angezogen von der als Mädchen dekuvrierten Pons-Tochter und verlässt ihretwegen sogar seine Geliebte Lauretta.
Angelina wird von ihrer Großmutter in ein Internat gesteckt, wo ihr die Enge und Zucht und Ordnung nicht behagt. Und so bricht sie von dort aus und schließt sich den Schmugglerkreisen rund um den zwielichtigen Wirt Borgo an. Calix macht sich deswegen große Sogen um „sein“ Mädchen und will Angelina davon abhalten, Teil der Schmugglerbande zu werden. Bei seinem „Rettungsversuch“ wird er von einem Streife gehenden Zöllner angeschossen. Calix gelingt die Flucht zu Lauretta, die jedoch vor Eifersucht tobt und ihn in ihrem Wutanfall gleich noch mehr verletzt. Calix wird ins nächstgelegene Krankenhaus verbracht, da bricht plötzlich ein schweres Unwetter los. Gewaltige Wasserfluten drohen Angelinas Dorfidylle zu überschwemmen und zu zerstören. In einem todesmutigen Einsatz gelingt es ihr, die Schleusen der Stauwehres zu öffnen und damit ihr Dorf zu retten. Jetzt erkennt auch die bislang starrköpfige Großmutter den Wert Angelinas als Mädchen und ermöglicht, dass das Erbe Pietros an Angelina übergeht. Angelina und Calix finden schließlich zusammen.

## Produktionsnotizen
Als Vorlage diente der Roman Pietro der Schmuggler von Ernst Zahn. Die Dreharbeiten begannen im August 1951. Nach einer mehrmonatigen Unterbrechung wurden die Dreharbeiten zwischen dem 14. Januar und dem 4. Februar 1952 mit den Innenaufnahmen in Paris-Billancourt fortgesetzt. Die Außenaufnahmen entstanden in Saint-Maurice, Alto, Verbier, Saas-Fee und im Wald von Fontainebleau. Robert Dumesnil schuf die Filmbauten. Der kosmopolitische Filmveteran Andrews Engelmann stand hier das letzte Mal vor einer Filmkamera. Marcel Ophüls war einer von fünf Regieassistenten.
Zeitgleich wurde auch eine französischsprachige Fassung unter dem Titel La fille au fouet mit französischsprachigen Schauspielern hergestellt. Die Rolle von Lil Dagover übernahm hier Gaby Morlay, von Harriet Gessner Véronique Déschamps, von Fredy Scheim Michel Simon und von Ann Berger Pauline Carton.
Die Weltpremiere fand am 26. September 1952 in zwei Pariser Kinos statt. In der Schweiz lief der Film am 20. Juni 1953 im Zürcher Apollo-Kino an. Deutschlandpremiere war am 14. Juli 1953 in München. Der Film, der in der Bundesrepublik Deutschland als schweizerische Produktion registriert wurde, lief in Süddeutschland unter dem Titel Das Geheimnis vom Bergsee, in Norddeutschland dagegen unter dem schweizerischen Originaltitel Die Jungfrau mit der Peitsche, zuweilen auch als Das Mädchen mit der Peitsche.

## Kritiken
Wie Hervé Dumont zu berichten wusste, fielen die Schweizer Kritiken zum Zeitpunkt der dortigen Premiere ausgesprochen mies aus, und der Streifen wurde „einträchtig verrissen“, nicht zuletzt, weil man ihm „billigen Sensationalismus“ unterstellte.
Im Lexikon des Internationalen Films heißt es: „Schlecht inszeniertes Melodram mit groben Effekten, das bereits an der unausgereiften Filmidee krankt.“